# 埃傑頓章克申 (密蘇里州)
埃傑頓章克申（英語：Edgerton Junction）是位於美國密蘇里州普拉特縣的非建制地區。

## 歷史
埃傑頓章克申的郵局於1899年設立，其後於1916年停運。

## 地理
埃傑頓章克申所處的海拔為高於海平面263米（即863英呎），而該地所採用的時區為UTC-6，即北美中部時區（CST）。同時該地設有夏令時間，為UTC-6調快一小時，即UTC-5（CDT）。